# Freedom’s Rise
Freedom’s Rise – debiutancki album studyjny amerykańskiego speed metalowego zespołu Liege Lord wydany przez Black Dragon Records.

## Lista utworów
1. „Prodigy” – 1:04
2. „Wielding Iron Fists ” – 3:15
3. „Dark Tale” – 3:36
4. „Amnesty” – 3:30
5. „Rage of Angels” – 4:16
6. „Vials of Wrath” – 4:46
7. „Warriors Farewell” – 4:08
8. „For the King” – 4:28
9. „Legionnaire” – 3:54

## Twórcy
- Andy Michaud – śpiew
- Tony Truglio – gitara
- Pete McCarthy – gitara
- Matt Vinci – gitara basowa
- Frank Cortese – perkusja